# Fino a qui (Alessandra Amoroso)
Fino a qui è un singolo della cantante italiana Alessandra Amoroso, pubblicato il 7 febbraio 2024 come primo estratto dall'ottavo album in studio Io non sarei.
Il brano è stato presentato in gara durante la 74ª edizione del Festival di Sanremo, dove si è classificato al nono posto al termine della kermesse musicale.

## Antefatti e descrizione
Il brano è stato scritto dalla stessa cantante con Federica Abbate, Jacopo Èttorre, Pierfrancesco Pasini e il duo di produttori discografici Takagi & Ketra (produttori del brano). Nel brano ci sono delle citazioni tratte dal film L'odio di Mathieu Kassovitz (Fino a qui tutto bene), e dal brano Sally di Vasco Rossi (a sentirmi come Sally, senza avere più voglia di fare la guerra).
Nella conferenza stampa antecedente alla prima serata del Festival di Sanremo, la cantante ha spiegato di aver accettato di registrare la canzone, proposta inizialmente da Takagi e Ketra, in quanto rispecchiava un momento difficile della sua vita. Amoroso ha raccontato che nel periodo intercorso tra il 2022 e il 2023 è stata sottoposta a una gogna mediatica nei suoi confronti in seguito alla pubblicazione dell'album Tutto accade, ad un episodio avvenuto in occasione delle registrazioni del Tim Summer Hits e al concerto tenuto allo Stadio Giuseppe Meazza di Milano, Tutto accade a San Siro; le conseguenze di questa campagna d'odio l'hanno portata alla decisione di allontanarsi momentaneamente dalla vita pubblica, trasferendosi per alcuni mesi in Colombia e a iniziare un percorso di psicoterapia:

## Accoglienza
Il brano ha ottenuto recensioni miste da parte della critica musicale italiana.
Andrea Laffranchi del Corriere della Sera descrive il brano come una ballata che «oscilla fra ritmo e dramma per il racconto personale». Anche Silvia Danielli di Billboard Italia definisce il brano come «ballad con un ritornello molto enfatico» in cui parla di «una sofferenza personale e di "caramelle anti-panico alle 2.43"». Andrea Conti de Il Fatto Quotidiano apprezza l'introduzione a pianoforte di «una ballad che sarà valorizzata al massimo dall’orchestra», il cui testo esprime «un ritratto di sé stessa, ma anche del coraggio di risalire, dopo un momento difficile».
Il Messaggero afferma che la canzone sia «tradizionale e canonica», con sonorità e produzione associabili ai brani d'esordio della cantante Immobile e Stupida. Anche Filippo Ferrari di Rolling Stone Italia scrive che il brano presenta una «produzione pulita e si carica nel ritornello grazie alle percussioni» simile alle prime canzoni di Amoroso. Vanity Fair Italia associa la vocalità usata dalla cantante a quella di Ultimo, trovandola «davvero pazzesca».
In una recensione meno positiva, Fabio Fiume di All Music Italia scrive che la cantante «non regala niente di nuovo» rispetto alla sua discografia, trovandola  «noiosetta», mentre riscontra una voce depotenziata. Patrizio Ruviglioni di Esquire Italia scrive che la canzone «regge finché non parte il solito ritornello urlato». Francesco Prisco de Il Sole 24 Ore afferma che la cantante «punta a mettere d'accordo grandi e piccini», trovandola commerciale.

## Video musicale
Il video musicale, diretto da Matteo Mavero, è stato pubblicato sul canale YouTube della cantante in concomitanza con il lancio del singolo.

## Tracce
Testi di Alessandra Amoroso, Federica Abbate, Jacopo Èttorre, Alessandro Merli, Fabio Clemente, musiche di Federica Abbate, Jacopo Èttorre, Alessandro Merli, Fabio Clemente, Pierfrancesco Pasini.
1. Fino a qui – 3:52

## Classifiche
| Classifica (2024) | Posizione massima |
| ----------------- | ----------------- |
| Italia            | 12                |